# 台湾慧行志工党
台湾慧行志工党（たいわんけいこうしこうとう、以下「慧志党」と略称）は2000年12月12日に宗教公益団体を母体に結党された政党。現在の党主席は林呈財。
慧志党の前身は1987年に成立した「律冠全民法律服務中心」を前身とし、社会的弱者に対し無料の法律相談を行なっていた。律冠服務は在1996年に「慧行講堂」を設立、宗教及び社会教育事業に進出し、1999年に「財団法人慧行世紀文教基金会」を設立し、学校教育、刑務所での矯正教育、社会教育、各種表彰どの教育活動に従事するようになった。
基金会では教育での基本的人権を主張し、2000年に慧行志工党を結党、2001年と2004年の立委選に候補者を擁立している。